# Lactaldehído reductasa (NADPH)
La enzima Lactaldehído reductasa (NADPH) (EC 1.1.1.55) cataliza la reacción de oxidación del propano-1,2-diol a L-lactaldehído utilizando NADP+ como aceptor de electrones.
Propano-1,2-diol + NADP+ {\displaystyle \rightleftharpoons } L-lactaldehído + NADPH
Los inhibidores conocidos de esta enzima son la cisteína, dimercaptopropanol, glutationa, p-cloromercuriobenzoto y tioetanol.
Su pH óptimo de trabajo es 7,4. Esta enzima, por ejemplo, se encuentra en el cerebro, corazón, riñones e hígado de los mamíferos; y en la hoja de la espinaca.
Esta enzima puede ser idéntica a la Alcohol deshidrogenasa (NADP+).